# Sulič
Sulič je priimek več znanih Slovencev:
- Ivan Sulič (1923—1944), delavec, partizan, narodni heroj
- Ivan Sulič-Iztok (1920—1969), partizanski poveljnik, polkovnik JLA, pisec partizanskih spominov
- Nives Sulič Dular (*1954), etnologinja, prevajalka
- Primož Sulič (*1977), kanuist
- Tihomir (Miro) Sulič, arhitekt